# A sang freda (pel·lícula de 1967)
 A sang freda  (títol original en anglès In Cold Blood) és una pel·lícula de Richard Brooks dirigida el 1967, adaptació d'una obra literària de Truman Capote. El 2008 la pel·lícula va entrar en el National Film Registry per la seva conservació a la Biblioteca del Congrés dels Estats Units. Aquesta pel·lícula ha estat doblada al català.

## Argument[3]
És la història, inspirada en fets reals, de dos joves reincidents de la justícia que, la matinada del 15 de novembre de 1959 a Holcomb, petita ciutat de Kansas, EUA assassinen a sang freda quatre membres d'una família benestant d'agricultors, els Clutter. Els dos joves delinqüents, Richard Eugene Hickock i Perry Edward Smith foren jutjats i executats el 14 d'abril del 1965 també "a sang freda", segons la crònica d'un periodista de l'Associated Press que Truman Capote cita en la seua novel·la.

## Repartiment
- Robert Blake: Perry Smith
- Scott Wilson: Dick Hickock
- John Forsythe: Alvin Dewey
- Paul Stewart: el periodista Jenson
- Jeff Corey: M. Hickock
- Charles Mcgraw: Tex Smith
- Gerald S O'loughlin: Harold Nye
- John Callaudet: Roy Church
- James Flavin: Clarence Duntz
- Will Geer: el procurador
- Jim Lantz: l'inspector Rohleder
- Sheldon Allman: el reverend Post

El director Richard Brooks va incloure en el repartiment dos personatges autèntics de la història: la senyora Myrtle Clare i la seua filla Sadie Truitt, responsables del servei de Correus del poble.